# Euproctis marginalis
Espèce
Euproctis marginalis est une espèce de lépidoptères (papillons) de la famille des Erebidae et de la sous-famille des Lymantriinae. 
Elle vit en Australie, Tasmanie comprise.